# Voyelle fermée postérieure non arrondie
La voyelle fermée (ou haute) postérieure non arrondie est une voyelle utilisée dans certaines langues. Son symbole dans l'alphabet phonétique international est un m culbuté [ɯ], et son équivalent en symbole X-SAMPA est M.
Le symbole de l'API représente un m retourné, mais on peut le voir également comme un double u.

## Caractéristiques
- Son degré d'aperture est fermé, ce qui signifie que la langue est positionnée aussi proche que possible du palais.
- Son point d'articulation est postérieur, ce qui signifie que la langue est placée aussi loin que possible à l'arrière de la bouche.
- Son caractère de rondeur est non arrondi, ce qui signifie que les lèvres sont relâchées, ne formant pas un tube.

## Langues
| Langues     | Mots        | Prononciations | Sens                    | Notes                                                          |
| ----------- | ----------- | -------------- | ----------------------- | -------------------------------------------------------------- |
| Coréen      | eumsik      | [ˈɯːmɕik]      | « nourriture »          |                                                                |
| Iakoute     | тыла (tyla) | [tˈɯla]        | « langue »              |                                                                |
| Japonais    | 空気 (kūki) | [kɯːkʲi]       | « air », « atmosphère » | Peut aussi être une voyelle fermée postérieure comprimée [ɯᵝ]. |
| Kurde       | agir        | [ɑːˈgɯr]       | « feu »                 |                                                                |
| Tai hongjin |             | [mɯŋ6]         | « percer »              |                                                                |
| Turc        | ılık        | [ɯˈɫɯk]        | « tiède »               |                                                                |
| Vietnamien  | tư          | [tɯ̄]           | « quatrième »           |                                                                |

On utilise souvent ce symbole pour transcrire la voyelle japonaise /u/ bien que cette dernière soit une voyelle fermée postérieure comprimée, mais il n'y a aucun symbole API qui lui soit propre.
Le français ne possède pas ce son. Il se distingue du [u] (« ou ») de fou par le caractère non arrondi.